# 拿華
拿華（葡萄牙語：Associação Naval 1º de Maio）是一間位於葡萄牙菲格拉達福茲的足球球會，他們於2004–05球季首次升上葡萄牙足球超級聯賽角逐。

## 外部連結
- 官方網站
- 非官方網站 （页面存档备份，存于）